# Exoprosopa heros
Exoprosopa heros är en tvåvingeart som först beskrevs av Christian Rudolph Wilhelm Wiedemann 1819.  Exoprosopa heros ingår i släktet Exoprosopa och familjen svävflugor. Inga underarter finns listade i Catalogue of Life.